# Microbianor
Microbianor Logunov, 2000 è un genere di ragni appartenente alla famiglia Salticidae.

## Etimologia
Il nome è composto dal greco μίκρον, mìcron, che significa piccolo, di piccole dimensioni e dal genere Bianor Peckham & Peckham, 1886 con cui condivide vari caratteri.

## Distribuzione
Le cinque specie oggi note di questo genere sono diffuse nelle isole Seychelles, con due endemismi; nel Madagascar, con due endemismi e uno sull'isola Réunion.

## Tassonomia
A dicembre 2010, si compone di cinque specie:
- Microbianor deltshevi Logunov, 2009 — Madagascar
- Microbianor golovatchi Logunov, 2000 — Isole Seychelles
- Microbianor madagascarensis Logunov, 2009 — Madagascar
- Microbianor nigritarsus Logunov, 2000[2] — Isole Seychelles
- Microbianor saaristoi Logunov, 2000 — Isole Seychelles, Isola Réunion